# Cæcilius Calvert
Lord Cæcilius Calvert (Kent, 8 agosto 1605 – Middlesex, 30 novembre 1675) è stato un politico britannico.

## Biografia
Secondo barone di Baltimore, fu tra il 1629 e il 1632 il primo governatore della colonia di Terranova; in seguito, tra il 1632 e il 1675, fu il primo governatore della provincia del Maryland, dove si distinse per la tolleranza religiosa nei confronti dei cattolici.
La città di Baltimora prende il nome da lui.